# Gunnera bracteata
Gunnera bracteata là một loài thực vật có hoa trong họ Dương nhị tiên. Loài này được Steud. ex Benn. mô tả khoa học đầu tiên năm 1838.